# Metatemnus
Metatemnus es un género de arácnido del orden Pseudoscorpionida de la familia Atemnidae.

## Especies
Las especies de este género son:
- Metatemnus heterodentatus Beier, 1952
- Metatemnus philippinus Beier, 1932
- Metatemnus superior Muchmore, 1972
- Metatemnus unistriatus (Redikorzev, 1938)